# Belleydoux
Belleydoux är en kommun i departementet Ain i regionen Auvergne-Rhône-Alpes i östra Frankrike. Kommunen ligger  i kantonen Oyonnax-Nord som ligger i arrondissementet Nantua. Kommunens areal är 17,63 km². År 2022 hade Belleydoux 306 invånare.

## Befolkningsutveckling
Antalet invånare i kommunen Belleydoux
Referens: INSEE